# Bellingshausen

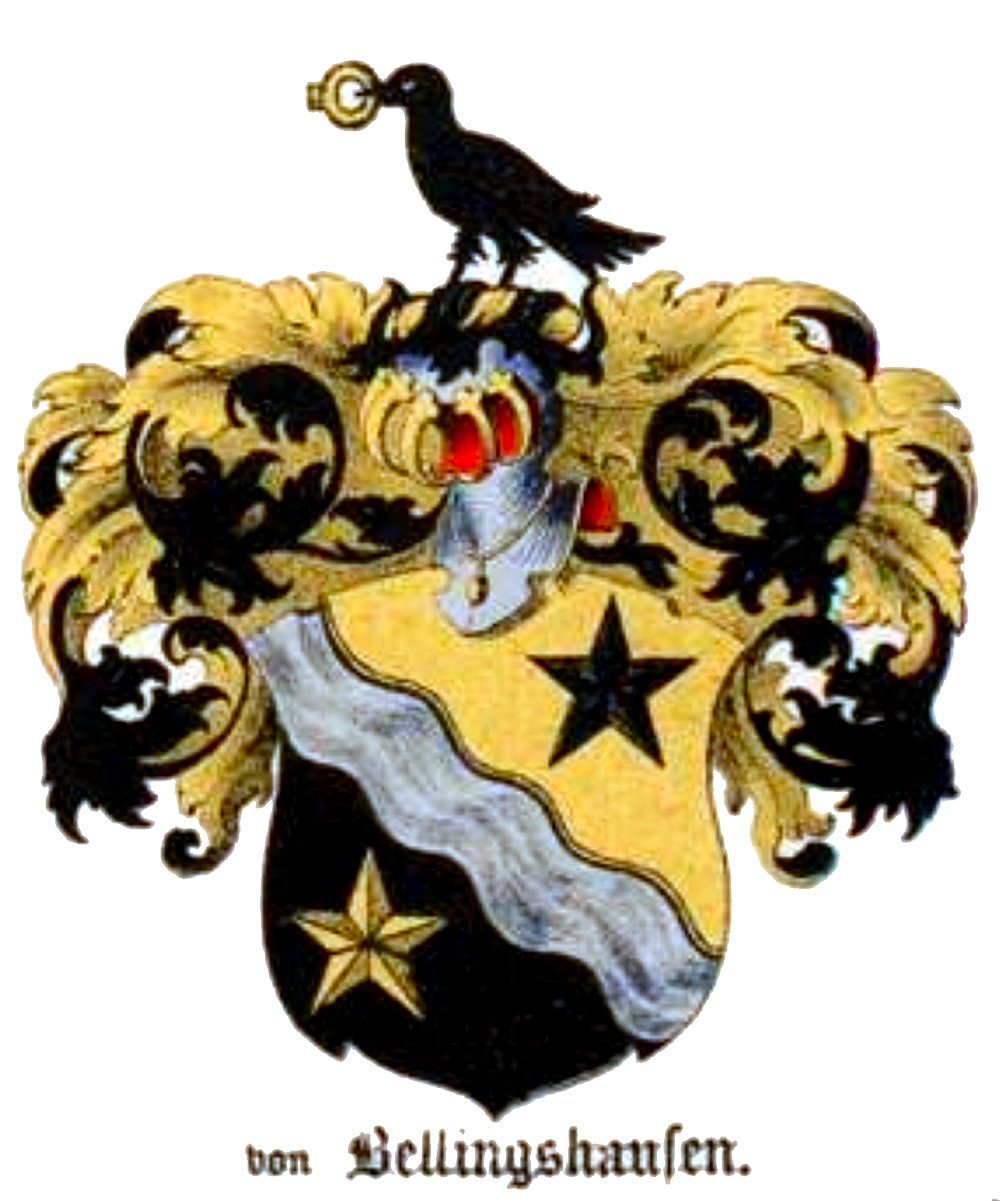
Wappen derer von Bellingshausen

Bellingshausen ist der Name eines deutsch-baltischen Adelsgeschlechts der Estländischen, Livländischen und Oeselschen Ritterschaft. Der bekannteste Vertreter ist Fabian Gottlieb von Bellingshausen (1778–1852), Offizier und Seefahrer in russischen Diensten, nach dem auch eine russische Antarktisstation auf King George Island benannt ist.

## Geschichte
Die ursprünglich aus Lübeck stammende Familie Billingshusen bzw. Bellingshausen ist seit der ersten Hälfte des 16. Jahrhunderts auf der estnischen Insel Ösel (heute Saaremaa) ansässig. Der erste dort dokumentierte Namensträger ist Hinrich Billingshusen, der im Jahr 1549 das Amt Kielkond auf Lebenszeit erhielt. Im Jahr 1568 wurde die Familie durch Herzog Magnus, Bischof von Ösel, mit dem Gut Hoheneichen (heute Teil der Gemeinde Lümanda auf Saaremaa) belehnt. Johann Eberhard von Bellingshausen (1604–1655) erhielt als Generalmajor in schwedischen Diensten unter Königin Christina von Schweden im Jahr 1636 das livländische Gut Uelzen (heute Landgemeinde Urvaste in Estland). 1876 wurde Peter von Bellingshausen aus der öselschen Linie durch kaiserlichen Senatsukas der russische Baronstitel bestätigt. Der estländische Zweig der Familie ist im Mannesstamm seit dem 19. Jahrhundert erloschen.

## Wappen
Das Stammwappen ist von Gold über Schwarz schrägrechts durch einen silbernen Wellenbalken geteilt, oben und unten begleitet von je einem fünfstrahligen Stern in verwechselter Tinktur. Auf dem Helm mit schwarz-golden Decken und Türkenbund, ein schwarzer Rabe mit goldenem Siegelring im Schnabel.